# El manuscrito encontrado en Zaragoza
El manuscrito encontrado en Zaragoza (en francés original, Manuscrit trouvé à Saragosse) es una novela gótica publicada por Jan Potocki en 1804 y 1805, adaptada al cine por el director polaco Wojciech Has en 1965.
Construida según la técnica del relato enmarcado o mise en abyme, con historias dentro de historias que se ramifican y entremezclan, al modo de Las mil y una noches, el Decamerón o Los cuentos de Canterbury, la obra fue comenzada en 1797 y publicada en dos partes. 
El autor trabajó en ella hasta completarla poco antes de su suicidio.

## Personajes
- Alphonse Van Worden.
- Don Avadoro, el jefe de los gitanos.
- El gran jeque de los Gomélez.
- Las hermanas gemelas Emina y Zibedea.
- El ermitaño, disfraz del jeque de los Gomélez.
- El endemoniado Pacheco, su criado.
- Don Pedro de Uceda, el cabalista.
- Ahasverus, el judío errante.
- Don Pedro Velásquez, el geómetra.
- Los hermanos de Zoto, bandidos.

## Trama

### Primera parte
La primera parte del libro, publicada en San Petersburgo, en los años 1804 y 1805, en edición muy limitada, es un relato fantástico, pródigo en prodigios (aunque casi todos ellos acaban recibiendo una explicación racional).
Estructurada en jornadas y ambientada en torno a 1715 tomando el nombre de Zaragoza, su protagonista, Alfonso van Worden, es un oficial de la Guardia Valona que atraviesa Sierra Morena en dirección a Madrid, donde entrará como capitán al servicio de Felipe V.
En el camino, topa con todo tipo de personajes extraordinarios: gitanos, princesas moras, ladrones, endemoniados, miembros de la Inquisición, cabalistas e incluso Ahasvero, el Judío Errante, todos ellos cuentan sus envolventes historias en torno a míticos lugares como la Venta Quemada, la Posada de los Alcornoques, o las orillas del Guadalquivir  en Sierra Morena. A veces no les basta una sola jornada: el autor mezcla dos historias, las alterna y ambas avanzan con gran fuerza durante varios episodios.
Se trata de una estructura laberíntica constante, de clima sorprendente. En la primera jornada, asistimos a una levísima escena lésbica -e incestuosa-  entre dos hermanas, Emina y Zibedea, capaces de compartir «un marido para las dos» y de amar a un cristiano, y asistimos a un hecho inesperado: Alfonso goza del amor, duerme profundamente y amanece entre los dos ahorcados: los hermanos del bandolero Zoto.
Todos estos personajes y sus historias van tejiendo en torno a Van Worden una compleja red de engaños, que ponen a prueba su temple y cordura. Finalmente, Van Worden descubre que cuantos le rodean están al servicio de un misterioso personaje, el jeque de los Gomélez, que ha decidido someterle a una compleja prueba iniciática.

### Segunda parte
La segunda parte de la obra, Avadoro (una historia española), vio la luz en 1813, en París y de la mano del editor Gide Fils. Los elementos fantásticos se atenúan en favor de intrigas cortesanas y amorosas, y reproducía algunos capítulos ya publicados en la primera parte.

## Ediciones

### Primeras ediciones
En 1815 Gide Fils reimprimió el texto de la primera parte, ahora con el título Les dix Journées de la Vie d'Alphonse van Worden, con algunos cambios y adiciones sobre la edición original.
Durante el siglo XIX, la novela cayó en el olvido, hasta tal punto que algunos de sus escasos lectores, como Gérard de Nerval y Washington Irving, cedieron a la tentación de plagiar algunas de sus historias y presentarlas como propias. Charles Nodier también plagió otros fragmentos del Manuscrito, que publicó con su firma en La Presse en 1841 y 1842, un hecho que mereció un sonado juicio por plagio. Otros relatos de Potocki aparecieron por esos años en la prensa, atribuidos a un compañero de la masonería, Cagliostro.
La novela fue traducida por primera vez al polaco, lengua natal de Potocki, en 1847 por Edmund Chojecki.

### La edición crítica de Kukulski y la de Caillois
En 1956, el académico polaco Leszek Kukulski —el más importante especialista en Potocki— publicó en Varsovia una edición crítica del libro, reconstruido a partir de las cerca de mil páginas del texto en francés.
Dos años después, en 1958, Roger Caillois publicaba en París a través de Éditions Gallimard Les dix Journées de la Vie d'Alphonse van Worden, una edición no completa de la novela, que reproduce el texto impreso por primera vez en San Petersburgo, completándolo con la Histoire de Rébecca, con la que termina la edición de París de 1813. La denominada edición de Caillois contiene también tres relatos tomados de Avadoró, histoire espagnole, es decir de la segunda parte de la obra, publicada por Gide Fils en 1813.
Caillois preparaba una antología mundial de la literatura fantástica a principios de la década del cincuenta. Según cuenta, su desconocimiento del idioma polaco hizo que pidiera a un amigo que revisara una antología polaca de relatos fantásticos editada por Julien Tuwim en 1952. El amigo de Caillois le recomendó un cuento titulado Historia del comendador de Toralva, perteneciente a la traducción polaca de Kukulski. El cuento le pareció a Caillois un plagio de un relato muy conocido de Washington Irving, El gran prior de Menorca, con la salvedad de que Irving publicó su relato en 1855, y Potocki había muerto en 1815.
A partir del trabajo de Caillois se despertó cierto interés por Potocki; comenzó a reunirse un conjunto de pruebas, manuscritos, copias tempranas y traducciones polacas de ese trabajo que su autor había publicado parcialmente en una tirada de sólo cien ejemplares.
En lengua castellana, la editorial Minotauro publicó en 1967 una versión adaptada por el argentino José Bianco a partir de la edición francesa de Caillois. En 1970, se publicó una edición abreviada de unas 300 páginas en español, por Alianza Editorial, con introducción de Julio Caro Baroja y traducción y notas de José Luis Cano, que ha sido reeditada en 2008.

### Síntesis
La primera edición completa se publicó en 1989 de la mano de René Raddrizani, que lo publicó en la casa parisina José Corti.
Las nuevas ediciones de Editorial Valdemar y de Pre-Textos, recogen 66 jornadas y cerca de mil páginas. Estas dos ediciones recientes presentan ligeras variaciones en la traducción. La de Valdemar ha sido vertida por Mauro Armiño (traductor, entre otros, de Rosalía de Castro y de Marcel Proust), y la de Pre-Textos por César Aira, que recoge el relevo de la edición de Minotauro.

### Nueva versión inédita de la obra descubierta en 2002
El Acantilado edita en 2009 una versión de 1810 basada en un manuscrito hasta hace poco inédito de la obra, descubierto en Poznan en 2002 por Dominique Triaire y François Rosset, que ofrece una visión notablemente distinta de la precedente, preparada a partir de fragmentos: más terminada, quizá más melancólica, pero en cualquier caso mucho más lista para su edición. Resulta, pues, que según este nuevo manuscrito hubo, por lo menos, dos versiones de la obra. Está traducida por José Ramón Monreal y editada por François Rosset y Dominique Triaire. También cuenta con un prólogo de Marc Fumaroli.

## Repercusión
Desde su edición fragmentada, el texto no ha dejado de sorprender a los aficionados a la literatura fantástica, que reconocen en él una obra maestra del género.
En 1965 el director polaco Wojciech J. Has lleva a la gran pantalla la película del mismo nombre, con banda sonora de Krzysztof Penderecki. La película, calificada por Luis Buñuel como excelente,[cita requerida] se convierte pronto en un film de culto. A principios de los años 1990, Jerry García se interesa por la película, pagando de su bolsillo su restauración. Muere en 1995, sin ver cumplido su empeño, pero recogen el testigo otros dos fans de Has y Potocki, Martin Scorsese y Francis Ford Coppola. Por fin, se edita en DVD en el 2001.
En 1968 el director francés Philippe Ducrest dirige La Duchesse d'Avila, una miniserie de televisión basada en el Manuscrito con Jean Blaise en el papel de Alphonse Van Worden. Se estrena en 1973.
En 1984 el escritor mexicano Juan Tovar realizó la primera adaptación teatral de la novela en idioma español la cual fue montada por el director de teatro y cine Ludwik Margules. 
En 2001 el compositor José Evangelista estrena la ópera Manuscrit trouvé à Saragosse, con libreto de Alexis Nouss.
En 2003 el dramaturgo español Francisco Nieva realizó una adaptación teatral de la novela.

## Cronología
- 1797: Potocki inicia la escritura de El Manuscrito…
- 1804-1805: Se publica en San Petersburgo la primera edición.
- 1813: Gide Fils ed. publica en París Avadoro (una historia española), segunda parte de El Manuscrito…
- 1815: Gide Fils reedita la primera parte con el título Les dix journées de la vie d'Alphonse van Worden.
- 1847: Edmund Chojecki traduce la obra al polaco.
- 1956: Leszek Kukulski publica una edición crítica.
- 1958: Roger Caillois edita el El Manuscrito…, que consta de Les dix journées de la vie d'Alphonse van Worden más tres relatos de Avadoro (una historia española).
- 1965: Wojciech J. Has adapta al cine la primera parte.
- 1967: Minotauro edita la primera traducción al español.
- 1973: Philippe Ducrest adapta a la televisión la primera parte.
- 1989: Juan Tovar adapta por primera vez la obra para el teatro en la lengua castellana.
- 1989: René Raddrizani edita para José Corti la primera edición completa.
- 2001: Coppola y Scorsese editan en DVD la adaptación del Wojciech J. Has.
- 2002: Valdemar edita en Madrid una traducción de Mauro Armiño a partir de la edición de René Raddrizani.
- 2003: Francisco Nieva adapta la obra para teatro.
- 2009: Editorial Acantilado publica en Barcelona una traducción diferente, que parte de la versión de Potocki de 1810.